# چای برای سکاندار قایق
 «چای برای سکاندار قایق» (به انگلیسی: Tea for the Tillerman) آلبومی از هنرمند اهل بریتانیا کت استیونس است که در سال ۱۹۷۰ میلادی منتشر شد.
کت استیونس در سال ۱۹۷۰ پیش از آن‌که به اسلام گرایش یابد، با این آلبوم به شهرت جهانی دست‌یافت. پس از آن بودکه از پس حادثه‌ای، تصمیم گرفت به خدایش خدمت کند، یک سال پس‌از آن در جشن تولدش از برادرش یک جلد قرآن هدیه گرفت و در ۲۳ دسامبر ۱۹۷۷ رسماً مسلمان شد.